# Tomaz Holanda
Tomaz Holanda de Lima (Simplício Mendes, 18 de setembro de 1967) é um político brasileiro filiado atualmente ao Partido Trabalhista Cristão (PTC).
Em 2004 foi eleito vereador de Fortaleza pelo Partido Verde (PV). Em 2014 foi eleito deputado estadual pelo Partido Popular Socialista (PPS) para a 27ª legislatura (2015-2019) da Assembleia Legislativa do Ceará. Em 2016 se candidatou a prefeito de Quixeramobim pelo PMDB mas renunciou. Em 2018, no PPS novamente, candidatou-se a deputado federal ganhando a segunda suplência. Em fevereiro de 2019 foi nomeado assessor especial da Casa Civil do governador Agnelo Queiroz (PT). Em 2020 candidatou-se a vereança de Fortaleza pelo PTC mas não se elegeu.